# Digav Aaditya Singh Rajput
Aditya Kumar,(Hindi: आदित्य कुमार) también conocido como Digav Aaditya Singh Rajput, es un activista y podcaster indio.

## Primeros años y carrera
Rajput nació el 3 de enero de 2005 en Jhakhara, Bihar, hijo de Sashi Bhushan Singh y Savitri Devi.
Comenzó su carrera como activista indio con el pódcast de defensa A Voice with Me (2021), y es conocido por el pódcast psicológico Three-minute Program (2022-) y la película sin imágenes Dictatorship Bulletin (La verdad democrática) ( 2022) y el pódcast de parodia Minion modia noticiero, así como la miniserie de televisión Bihari vive la materia (2023).